# Glodeni (arrondissement)
Glodeni is een arrondissement van Moldavië. De zetel van het arrondissement is Glodeni. Het arrondissement heeft een bevolking van 61.400 (01-01-2012).
De 19 gemeenten, incl. deelgemeenten (localitățile), van Glodeni:
- Balatina, incl. Clococenii Vechi, Lipovăț, Tomeștii Noi en Tomeștii Vechi
- Cajba
- Camenca, incl. Brînzeni, Butești en Molești
- Ciuciulea
- Cobani
- Cuhneşti, incl. Bisericani, Cot, Movileni en Serghieni
- Danu, incl. Camencuța en Nicolaevca
- Dușmani
- Fundurii Noi
- Fundurii Vechi
- Glodeni, met de titel orașul (stad), incl. Stîrcea
- Hîjdieni
- Iabloana, incl. Soroca
- Limbenii Noi
- Limbenii Vechi
- Petrunea
- Sturzovca
- Ustia
- Viișoara, incl. Moara Domnească.